# Sveinbjörn Beinteinsson
Sveinbjörn Beinteinsson, född 4 juli 1924 i Grafardalur på Island, död 23 december 1993 i Dragháls, var den främste att få modern asatro godkänd som religion på Island. Han grundade 1972 det isländska Ásatrúarfélagið (Asatrosamfundet) och verkade som dess andlige ledare, allsherjargode, fram till sin död 1993.

## Uppväxt
Sveinbjörn levde hela sitt liv som fårbonde i Svínadalur på västra Island. Han föddes i gården Grafardalur längst in i Svínadalur i Borgarfjarðarsýsla ungefär fyra mil norr om Reykjavik. Han var son till bonden Beinteinn Einarsson från Litlabotni och hans hustru Helga Pétursdóttir född i Dragháls och var yngst av åtta syskon. Syskonen var rätt olika, men det de hade gemensamt var kärleken till naturen och vördnaden inför vättar och andra av naturens väsen. När han var i tioårsåldern flyttade familjen till moderns födelsegård Dragháls i Svínadalur cirka 5 km väster om Grafardalur. Som tjugoåring skaffade Sveinbjörn egen boskap på Dragháls. Han gifte sig 1965 med Svanfríður Hagvaag och de fick två söner.

## Allsherjargoden
Vintern 1971-1972 samlade Sveinbjörn en grupp på tolv personer med intresse för asatro. Under 1972 blev denna grupp till Ásatrúarfélagið (Asatrosamfundet) och han blev dess högste gode, kallad allsherjargoði. Han förblev allsherjargoði i samfundet ända till sin död och efterträddes 1994 av Jörmundur Ingi Hansen. Vid Sveinbjörns död hade samfundet ungefär 130 medlemmar. Trots sin lilla numerär var Ásatrúarfélagið och Sveinbjörn en viktig inspirationskälla för bildandet av moderna asatrogrupper i Norden, Storbritannien och USA.

## Författaren ochrímur-sångaren
Sveinbjörn hyste ett stort litterärt intresse. År 1945 publicerade han en bok om rímur, som är ett sätt att sjungande recitera gammal isländsk poesi. År 1953 gav han ut en lärobok med versformer i rímur. Han gav ut flera egna diktböcker och var även redaktör för flera antologier.
Sveinbjörn var en välkänd rímur-sångare eller kvæðamaður på Island, men nådde även en publik i Europa och Nordamerika. Han uppträdde ibland på rockkonserter. Han inleder exempelvis filmen Rokk í Reykjavík, som gjordes av Friðrik Þór Friðriksson. Sveinbjörn vigde Genesis P-Orridge och dennes fru Paula (numer Alaura O'Dell) enligt asatroritual och detta kan höras på den industriella musikgruppen Psychic TV's LP Live in Reykjavik och på dubbel-LP:n Those who do not. Därtill gav den förre Psychic TV-medlemmen David Tibet (alias David Michael Bunting) ut CD:n Edda där Sveinbjörn framför dels stycken ur Völuspá, Hávamál och Sigurdrífumál ur Poetiska Eddan, samt ett antal egna dikter.

## Övrigt
Sveinbjörn var politiskt aktiv i protesterna mot Natos planer på att placera kärnvapen på Island.
Han använde örter och experimenterade med teblandningar, till exempel med renlav, vars nyttighet han trodde starkt på.

## Diskografi
- Vandkvæð (1957)
- Edda (1991)